# 無条件降伏
無条件降伏（むじょうけんこうふく、unconditional surrender）とは、普通には軍事的意味で使用され、軍隊または艦隊が兵員・武器一切を挙げて条件を付することなく敵の権力に委ねることを言う。

## 概要
降伏の条件が予め取り決められていない場合は無条件降伏であるが、“戦勝国が提示した条件に何ら条件をつけずして降伏した”場合も、一般には「無条件降伏」と言う。この場合、区別のために「無条件受諾」という表現が用いられることもある。無条件降伏の宣明は、原則として戦争終結に際し一切の和平交渉を拒否するものである。
古代から近代に到るまでの無条件降伏は、元首すなわち部族長、盟主、王などの身柄や生殺与奪の引渡しと武装解除に象徴されているが、統帥権の分立している近現代国家においては無条件降伏の判断要件は容易ではない。また戦時国際法の元では近代以前の意味での無条件降伏や投降は成立しない。米国の、国際慣行法をまとめた戦時法の手引き（野戦マニュアルFM27-10『陸戦法』）では無条件降伏について「無条件降伏は、軍隊組織を無条件に敵軍の管轄下に置く。両当事国による署名された文書を交わす必要はない。戦時国際法による制限に従い、敵軍の管轄下に置かれた軍隊は、占領国の指示に服する」（478条）と定義している。この場合無条件降伏による戦闘終結は国際法の制限を受けるため、交戦の帰結による戦闘終結より厳重であることはない。
一般に継戦中の部隊に対し降伏条件として無条件降伏を突きつけることは極めて稀である。この条件の下では敵部隊に自暴自棄な戦闘継続の意志を焚き付けるだけであり、戦争終結がむしろ遠のくからである。実際、アドルフ・ヒトラー自殺直後にハンス・クレープスらが行ったナチス・ドイツのソ連への降伏交渉において、ヨシフ・スターリンは即時無条件降伏以外認めないと明言したため交渉は失敗し、降伏に1週間を要した。
無条件降伏の事例としては、北米での南北戦争の南軍や、国土を敵軍に蹂躙され政府が消滅し征服された第二次世界大戦時のナチス・ドイツ（デベラチオ：戦亡）、イラク戦争で転覆され消滅したフセイン政権が有名。
国家が無条件降伏をしている場合、講和条約を締結する際に戦勝国に「この条件で条約を受諾せよ」と提示された場合、法理論的には受諾しなければならない。
藤田久一によれば第二次世界大戦における連合国による無条件降伏の宣明は、枢軸国政府との交渉が不可能であり、文民政府による敵軍隊の内通を排除し、敵国民の再教育と民主化を軍事管理の下で行う必要があることなどを理由にしたものであったとする。
グローティウスは『戦争と平和の法』においてローマ法における信義（フィデス）の重要性を強調し「戦争においては常に講和を目標とすべき」であり「講和が締結された時は、"その条件の如何を問わず"、信義の真性のため、絶対にこれ（和平）を遵守すべきであって、すべての道は最大の良心と信義とを以って守るべきのみならず、敵対関係から善意（グラチア）に回復されたものをも特に守るべきである、とする。

## 主な事例

### ペロポネソス戦争
ペロポネソス戦争（紀元前431年-紀元前404年）の紀元前416年にメロスがアテナイ軍の攻撃を受け、陥落した。その際、メロスは市民の処遇をアテナイ側に全面的に任せるという条件で降伏し、その結果成人男子全員が処刑され、女子供は奴隷にされた。

### ディアドコイ戦争
古代マケドニア時代、アレクサンドロス3世急逝後その配下の将軍たちが大王の後継者（ディアドコイ）の座を巡って繰り広げた戦争の末期、講和を申し出たカッサンドロスに対しアンティゴノス1世が降伏を要求。これが戦争継続と帝国分裂の最終的な要因となった。

### カレー包囲戦
英仏百年戦争の初期、イングランド王エドワード3世がフランスの港湾都市カレーを包囲し開城させた戦い。11ヶ月の包囲の後、飢餓により市民が開城を申し出た時、エドワード3世は「全市民を処刑するも身代金を取るもエドワード3世の自由」とする無条件降伏を要求した。

### 南北戦争
「無条件降伏」という用語は、1862年のドネルソン砦の戦いの際、旧友であった南軍の将軍サイモン・B・バックナーからの休戦の申し出に対して、包囲軍の司令官ユリシーズ・S・グラントが発した「『無条件』のみを降伏の条件として認める」という回答が初出であったとされる。この戦いは北軍にとって最初の勝利の一つであった。このとき新聞がグラントのイニシャルである U.S. と Unconditional Surrender とをかけて報道したために用語が広まった。
しかしこの逸話はいつしかアポマトックス・コートハウスにおいて、ロバート・E・リーが北軍に降伏した際のことであると誤解されるようになった。フランクリン・ルーズベルト大統領もそう認識しており、「無条件降伏」がどのような性質を持つかという説明に用いている。

### ユーゴスラビア王国軍
1941年4月6日、ドイツ軍の航空部隊がユーゴスラビアに侵入し空爆をおこない、次いで多方面から国境を越えたドイツ軍がユーゴスラビア王国軍の守備隊を次々と打ち破った。ユーゴスラビア王国軍は総崩れとなった。休戦を求めるユーゴスラビア軍に対し、ドイツ側は無条件降伏を求め、開戦からわずか11日後の4月17日に無条件降伏に追い込まれた。ドイツとイタリア王国はユーゴスラビア国家を完全に解体し、枢軸国とクロアチア独立国によって分割された。王室と政府は国外に逃亡し、亡命政府となって抗戦を継続したが、ヨシップ・ブロズ・チトー率いるパルチザンが権力を掌握したため、戦後復帰することは出来なかった。

### ベトナム戦争
1975年4月30日に、北ベトナム軍の完全包囲の元で、ベトナム共和国（南ベトナム）政府が戦闘の終結と無条件降伏を宣言した。ズオン・バン・ミン大統領は前日に就任したばかりであった。

## 第二次世界大戦
1943年に行われたカサブランカ会談の時点では、連合国は枢軸国に対して無条件降伏原則を取り、条件付き講和を認めない方針をとることになったが、これはアメリカ大統領フランクリン・ルーズベルトの個人的な意向が強く反映されていた。

### 無条件降伏方針発表の経緯
アメリカ政府内部での検討では、1942年5月6日に開かれた国務省の安全保障問題小委員会の中ですでに検討されていた。この委員会ではドイツと日本に対して無条件降伏を求めるという検討結果を満場一致で可決した。42年1月1日の連合国共同宣言において「敵国に対する完全勝利」という表現を用いていたルーズベルトにとってこの報告は自らの考えに合ったものであり、この報告を受けたルーズベルトはその結論に賛成するという意向を伝えた。この背景には第一次世界大戦の終結が降伏という形を取らなかったためにドイツ人は敗戦を受け止めず今次の大戦に至ったという考えと、ソビエト連邦に対独戦を最後まで戦い抜くというメッセージを伝える目的によるものであった。ルーズベルトは1943年1月7日のアメリカ統合参謀会議の席上で、枢軸国に対して無条件降伏を求める方針を、ソ連のヨシフ・スターリンとイギリスのウィンストン・チャーチル首相に伝達する意向を明らかにし、カサブランカ会談の席上でチャーチルに伝達した。チャーチルは1月18日の合同参謀本部において、無条件降伏まで戦争を継続するという声明を行うと発言した。しかし彼は声明を発する前に内閣と相談したいと付け加えた。
1月20日、チャーチルは本国の内閣に書簡を送り、無条件降伏の対象からイタリアを除いた上で発表するべきだとした。しかし戦時内閣は全員一致でイタリアを含めた無条件降伏要求方針を求めた。イギリスは、戦争の終結が無条件の降伏しかなく条件付き講和という方法が遮断されていれば、枢軸国は敗戦濃厚となっても休戦という決断は取らないで必然的に破れかぶれで戦争の継続を突き進む可能性が高く、弊害の方が大きいと考えられたため、この原則に賛成ではなかった。しかし、対日戦においてイギリスが単独講和するのではないかというアメリカの疑念を払拭するため、同意せざるを得なかったという側面が強かったとされる。
会談後に行われる予定であった記者発表の草案では、ドイツと日本に対してのみ無条件降伏を求めるとされていたが、チャーチルが（戦時内閣の意向を受けて）イタリアも書き加えた。この草案作りはその後も続いたが、チャーチルはその課程で草案は無条件降伏について言及しなくなったとしている。しかし1月24日に行われた記者会見の席上で、ルーズベルトは突然無条件降伏が原則であると発言した。
この席での発表については、合同参謀本部でも討議されておらず、アメリカ大統領の軍事顧問であったウィリアム・リーヒ大将といった軍首脳には一切知らされていなかった。軍関係者も戦線によっては無条件降伏以外の方法が終戦を早めると考えており、ジョージ・マーシャル参謀総長も無条件降伏の提示がドイツ・日本の降伏を遅らせた可能性があることを言及している。ただし、連合国市民に勝利が近づいていると鼓舞する効果があったともしている。またアメリカ国務省のコーデル・ハル国務長官も無条件降伏原則の発表を聞かされておらず、「われわれ（国務省）の計画に暗影を投じることになった」と述懐している。その後イギリスやソ連、さらにアメリカの軍や政府内からも原則の緩和や修正を目指す働きかけが何度も行われたが、ルーズベルトは全て拒絶した。
この原則は枢軸国においては、国民の奴隷化を狙っていると大いに宣伝されることになった。

#### ルーズベルトの解釈
ルーズベルトのカサブランカ会談後の説明では、「それ（無条件降伏）は、ドイツ、イタリア、日本の国民の破滅を意味するのではなく、他国民の征服と隷属に基礎をおくこれら諸国の哲学の破壊を意味する」としている。また1944年7月29日のホノルルにおける会見で、南北戦争の際の無条件降伏を例に引き、戦争における無条件降伏は、敗者がまず無条件降伏を宣明することが重要であり、その後の対応によっては勝者は寛大な対応を取りうることと示した。ルーズベルトの認識では勝者が示す条件を、敗者が無条件に受け入れるという「条件付き無条件降伏」の見解はとられなかった。

#### チャーチルの解釈
ルーズベルトが持ち出した「無条件降伏」による戦争終結過程は同盟国イギリスに少なからぬ困惑をもたらすものであった。ウィンストン・チャーチルは1944年2月のイギリス下院において「無条件降伏ということは勝った国々が自由裁量を持つという意味である。もちろん勝った国々が蛮行をほしいままにしてもいいという意味でもなければ、ドイツを欧州諸国の間から抹殺してしまうことを望んでいるわけでもない。 
もし我々が縛られているとするならば文明に対するわれわれ自身の良心に縛られているだけである。いろいろな取引をやる結果縛られるのではない。これが無条件降伏の意味である。」と演説したことがある。

### イタリア王国
1943年、国王ヴィットーリオ・エマヌエーレ3世らは連合国と極秘に休戦交渉を行い、首相ベニート・ムッソリーニを解任、ピエトロ・バドリオを新首相とした。9月3日には連合軍とイタリアは休戦協定を締結し、9月8日にバドリオ首相は休戦条約締結を発表して国王一家とともに南部イタリアのブリンディシに脱出した。この時点での休戦協定には無条件降伏について言及されていなかったが、9月29日、連合軍司令部司令官ドワイト・D・アイゼンハワーはイタリア国および三軍が無条件降伏を行ったように休戦協定を改定することを要求し、11月9日に条約改定が行われた。
ドイツはムッソリーニを救出して北部にイタリア社会共和国（サロ政権）を樹立させ、イタリア王国および連合国と交戦させた。10月にイタリア王国はドイツに宣戦布告しているが、この時点でイタリア王国は連合国の旧敵国であるが、枢軸国に対する共同参戦国という立場であった。

### 東欧枢軸国の降伏問題
1943年11月1日のモスクワ宣言において、無条件降伏の対象はドイツ、イタリア、日本だけでなく、それと同盟関係にある諸国にも適用されることが明確化された。しかし11月のテヘラン会談において、スターリンはチャーチルに対し、無条件降伏原則が敵の団結を招くだけであると批判し、その修正を求めた。ルーズベルト自身やソ連の関係者は否定しているが、イギリスの外務省はこの発言がルーズベルトにも伝わったとしている。ソ連やイギリスの反応を見たハルは、英ソと無条件降伏の定義について協議することを提案した。しかしルーズベルトは無条件降伏原則を改めることはなく、その意味について連合国間で協議することも拒否した。
1944年、イギリスは東欧枢軸国（ルーマニア王国、ブルガリア王国、ハンガリー王国、フィンランド）を無条件降伏の対象から外すことを提案した。これをうけたハルは3月25日に、ルーズベルトにこれらの国を無条件降伏原則から外すよう提案した。しかしルーズベルトは例外を設けるべきではないと反論し、一切妥協しなかった。

### ドイツ
ドイツ軍代表は1945年5月7日にフランスのランスで降伏文書に調印し、その際に5月8日23時01分を以てドイツは戦闘行為をやめ、占領下に入ることが決定された。また改めて5月8日にベルリンのカールホルストで批准手続きが始められ、9日夜に降伏文書調印を行った事で降伏した。
6月5日、連合軍はベルリン宣言においてドイツ軍の無条件降伏によってドイツは無条件降伏したとした上で、「ドイツには中央政府が存在しておらず、ドイツの主権を米英仏ソの四国が掌握する」と宣言した。
ドイツの場合はイタリアや日本、衛星諸国の降伏とは異なり、一切事前に条件が提示されることのない完全な無条件降伏であった。連合軍総司令部ドイツ問題政治担当顧問を務めていたロバート・ダニエル・マーフィーは「このドイツの降伏は、第二次大戦における唯一の真の意味の無条件降伏であった」と評している。

### 大日本帝国

#### 日本国軍隊
ルーズベルトの死後、後継となったハリー・S・トルーマンは無条件降伏原則を維持すると発表したものの、日本に対する降伏要求ではその方針を修正し、いわゆる「条件付き無条件降伏」の方針をとることとなった。終戦に伴う日本国軍隊の降伏は無条件降伏である。日本国が受諾したポツダム宣言第13条には、日本国軍隊の無条件降伏（と拒否を言明した場合、全滅に至るまでの攻撃を受けるであろう事）が定められている。この点「日本国」「日本」の無条件降伏とは表現されていない点は注意を要する。同第9条には、「日本国軍隊ハ完全ニ武装ヲ解除セラレタル後各自ノ家庭ニ復帰シ平和的且生産的ノ生活ヲ営ムノ機会ヲ得シメラルベシ」と日本国軍隊に関する規定が定められているので、日本国軍隊はこれに従い無条件降伏した。
ただし軍内部の一部の国体論者（畑中健二、小園安名など）は、無条件降伏すれば国体すなわち皇室が滅ぼされると反感を抱いて宮城事件や厚木航空隊事件などの反乱を起こすことになるが、いずれも軍上層部の説得の下、憲兵や警備隊により鎮圧された。また日本の降伏はアジアに広範囲に拡大した各戦線には即座に連絡がつかず、とりわけ満州および千島列島では9月上旬に至るまで組織的な戦闘が繰り返された。

#### 日本国政府
国家としての日本国政府の場合、降伏が無条件の降伏ではなかったとする説、条件付の無条件降伏であったとする説、無条件の降伏であったとする説がある。
なお、いずれの説の立場をとるにせよ、大日本帝国政府と大本営は降伏文書を通じて天皇及び日本国政府の国家統治の権限は、降伏条項を実施する為適当と認むる処置を執る連合国軍最高司令官の制限の下に置かれること、ポツダム宣言とカイロ宣言の条項などを受け容れている。このため占領中は、この限りに於いて連合国軍最高司令官総司令部 (GHQ/SCAP) の命令と指示にしたがう必要があった。
また連合国の占領権限は、ポツダム宣言に明示された範囲を超えて適用された。たとえば1945年8月22日に日本外務省条約局は、在中立国外交公館に対し「帝国は米、英、支、蘇に対し「無条件降伏」を行なったが、連合国によって行われる主権の制限はポツダム宣言に明示された範囲に留まるとして、中立国との外交関係は従来の国際慣習通り存続できると解釈し、中立国在外公館の存続を訓令した。しかしGHQは外務省に在外公館との接触を禁じ、在外公館は資料・資産を連合国に引き渡すこととなり、日本は外交権を1951年まで失うこととなった。

#### 無条件降伏論争
1978年、文芸評論家の江藤淳と本多秋五の間で「無条件降伏論争」が行なわれた（江藤『全文芸時評』『もう一つの戦後史』、『本多秋五全集』第13巻）。論争は文学者間で行われたもので、日本の降伏の本質の捉え方と野間宏ほかに代表される戦後文学をどう評価するかの二点が問題となった。降伏について、江藤はポツダム宣言にある条件を受諾した降伏であるから無条件降伏ではなく、宣言中にある無条件降伏は日本国軍隊についてのみであるから、無条件降伏したのは日本国ではなかったと主張した。本多はカイロ宣言にあった日本国の無条件降伏の思想はポツダム宣言にも通底していたとし、「大括弧でくくられる『無条件降伏』の思想と小括弧でくくられる『有条件降伏』の方式とが同時に存在する」と主張した。論争の後に国際法を専門とする高野雄一は朝日新聞紙上で解説を行ない、ドイツと異なり政府の存続を認められたのが日本の降伏であるとした上で、無条件降伏ではないという点では江藤が正しいとした。ただし、江藤が従属制限の法的条項には論争で全然触れておらず、「日本は明示された諸条件の下に主権を維持しつついわば約束ずくの降伏」をしたとして、占領管理下の日本をもそう理解しているようであるならば、それは誤りだと指摘する。江藤は後の講演で、“その後学術的に高野らに明確に反論した者はなく、ポツダム宣言受諾は条件つき降伏であるとの論が有力である”と語っている。

##### 無条件降伏ではないという説
小堀桂一郎が以下のように主張している。
青山武憲は日本は国体護持という条件を突付け戦闘行為を終えたものであり、無条件降伏ではなく条件付降伏であったと主張する。
高橋正俊はポツダム宣言は条件付休戦条約であると考えられているとする。
政府見解では「我が国と米国はサンフランシスコ平和条約を発効するまでの間、それまでの間、国際法上のいわば戦争状態にあり、戦時国際法である陸戦ノ法規慣例ニ関スル条約が当時の両国間の関係について適用されていた」としており、ポツダム宣言受諾調印をもって国家間の戦争状態の終結とはしていない。
渡部昇一は、「ポツダム宣言」に、「陸海軍の無条件降伏をせしめること」という条件が付してあることを挙げ、仮に日本政府が無条件に降伏したとしたら、陸海軍を無条件降伏させることが不可能となるため、日本に主権をとどめ命令する権利を残したとし、条件降伏であることはもちろん、「降伏かどうかすら疑わしい話」であり、「外交交渉と言ったほうが実態に近い」と主張している。
また大西洋憲章をすでに宣言した米国による日本への「憲法の押し付け」は民族自決権を表明した同憲章の理念に反しているとの意見がある極東委員会やマッカーサー総司令部が行った憲法制定や検閲、言論や教育の統制などの占領政策は大西洋憲章の趣旨が反映されたポツダム宣言や降伏文書、降伏の条件として国体護持を出したときに日本国の最終の政治形態は日本国民が自由に表明する意志で決めるとの回答に違反する行為であった。
ポツダム宣言13条では「日本国政府が直に全日本国軍隊の無条件降伏を宣言し且右行動に於ける同政府の誠意に付適当且充分なる保障を提供せんことを同政府に対し要求す」とあり（原文カナ文字）、日本国政府の日本国軍隊に対する姿勢は「軍隊の無条件降伏を宣言する主体」として別個の扱いであり、日本国政府が自らの無条件降伏を宣言する体裁を採用していない。
一方で、カイロ宣言が発表された1943年11月のカイロ会談では、無条件降伏を行うのが軍隊なのか国家なのかが議論され、この時は、無条件降伏を行うのは国家とされた。カイロ宣言では、単に最後の項で「右の目的を以て、右三同盟国は、同盟諸国中日本国と交戦中なる諸国と協調し、日本国の無条件降伏をもたらすに必要なる重大且長期の行動を続行すべし。」（原文は片仮名体）とある。
降伏文書の調印に先立ち、アメリカ主導で組織された連合国軍は、同年8月28日からイギリスやオーストラリア、ニュージーランドなどによるイギリス連邦による協力を受け、日本への進駐を開始した。連合国は日本本土に対して軍政を実施するとの情報があり、重光外務大臣は9月3日にマッカーサーに面会し、直接具申しこれを撤回させた。永井和によれば、重光の具申により方針を撤回させたことは重要であり、日本の無条件降伏が軍に対するものであって国に対するものではないことに基づくとする。

##### 条件付の無条件降伏であったとする説
藤田宏郎によれば、無条件降伏を最初に持ち出したフランクリン・ルーズベルトは当初から一貫して「無条件降伏」の具体的要件について明確化させない方針を採用した。ルーズベルトは、枢軸国が一切の条件をつけずに文字通りに無条件降伏を宣明することが重要で、その後に、交渉によっては寛大な処置もありうるということを重視した。またその処置についても枢軸諸国の国民に対してのものであり、枢軸諸国の国家の思想およびその指導者は別のことであったとされる。ルーズベルトは欧州戦線における米英連合軍総司令部の数度にわたる無条件降伏方針の修正の提案に対して断固として拒否しており、このことは米国の無条件降伏の主張が、欧州戦線で懸念されたようにドイツ軍の死力を尽くした戦闘を助長していると考えられていた。英国およびソ連はこの無条件降伏という米国の主張が不必要に戦争を長引かせていると考え、アイゼンハワーもこれに同意していた。そこでアイゼンハワーの幕僚は1945年初頭からイタリアの降伏のために作成された取り決めに似た【条件付無条件降伏（conditional unconditional surrender）】のさまざまな宣言文を起草したが、いずれもワシントンの受け入れる所ではなかった。ルーズベルトの意味するところの無条件降伏は、ともかく敗者が無条件で降伏することを求めており、無条件降伏という言葉のもう一つの可能な解釈である「勝者が敗者に一定の条件を明らかにし、敗者がその条件を無条件に受け入れる」とするいわゆる【条件付無条件降伏論】の立場は明確に否定していた。ドイツの無条件降伏はルーズベルトが意図した一切の事前の条件提示のない完全な無条件降伏だった。トルーマンは、日本に対する降伏要求について、無条件降伏の原則を堅持したが、多くの側近の助言を受けこの原則に一部修正を加え、ルーズベルトが否定した条件付無条件降伏論の立場に立って対日降伏勧告のポツダム宣言を発したとする。

##### 無条件降伏であったという説
日本政府は、国会答弁で「日本国は無条件降伏をした」と説明したことがある。2007年（平成19年）、安倍内閣は衆議院質問答弁書で、無条件降伏の定義について一概に述べることが困難であるということもあり、（日本国が無条件降伏したか否かについては）様々な見解があると承知している、と答弁した。

降伏文書署名後の1945年（昭和20年）9月6日には、米国大統領トルーマンから「連合国最高司令官の権限に関するマックアーサー元帥への通達」（JCS1380/6 =SWNCC181/2）（原文どおり）があり、その第1項で「天皇及び日本政府の国家統治の権限は、連合国最高司令官としての貴官に従属する。貴官は、貴官の使命を実行するため貴官が適当と認めるところに従って貴官の権限を行使する。われわれと日本との関係は、契約的基礎の上に立つているのではなく、無条件降伏を基礎とするものである。貴官の権限は最高であるから、貴官は、その範囲に関しては日本側からのいかなる異論をも受け付けない。」と記載されている。
この通達はトルーマン大統領からマッカーサー連合国最高司令官へのTOP SECRETの文章であり直接日本政府に通告されたものではないが、降伏文書（契約的性質を持つ文書）を交わしたアメリカが実質的にその契約性を否認していた証拠と解する立場がある。

#### 国内裁判
判例は日本国政府がGHQの指示に従う必要性について一貫して認定する立場である。ただ、裁判における「日本国の無条件降伏」の認定については文言上のばらつきがあり、ポツダム宣言受諾と降伏文書調印という事実により（特に理由を付さずに）無条件降伏を認定する立場、理由を付して無条件降伏を認定する立場、無条件降伏の主体を「日本」とする立場、また事案上の被告（日本国政府）が国家の無条件降伏と答弁したもの 
、などがある。ただしこれらはあくまで個別の案件について判示されたもの、あるいは裁判を有利にする答弁であり、この認定が個別の案件にもたらす効果についてはさまざまである。
Ⅰ:特に理由を付さずに無条件降伏を認定する立場
- 補償金請求控訴事件【事件番号】東京高等裁判所判決／昭和38年（ネ）第528号
- 貸金返還請求上告事件【事件番号】 最高裁判所第3小法廷判決／昭和52年（オ）第1395号 【判決日付】 昭和57年3月30日
- 損害賠償等、恩給請求棄却処分取消請求控訴事件【事件番号】大阪高等裁判所判決／平成10年（行コ）第22号
- 【事件番号】横浜地方裁判所決定／平成10年（た）第2号、平成10年（た）第3号、平成10年（た）第6号、平成10年（た）第7号、平成10年（た）第8号 【判決日付】 平成15年4月15日
- 公式陳謝等請求控訴事件【事件番号】大阪高等裁判所判決／平成13年（ネ）第3260号 【判決日付】 平成15年5月30日
- 損害賠償請求事件【事件番号】札幌地方裁判所判決／平成15年（ワ）第2636号　【判決】平成19年06月15

Ⅱ：理由を付して無条件降伏を認定する立場
- 仮処分申請事件【事件番号】 大阪高等裁判所判決／昭和36年（ネ）第759号 【判決日付】 昭和39年6月30日
- 損害賠償請求控訴事件【事件番号】 東京高等裁判所判決／平成元年（ネ）第1556号 【判決日付】 平成5年3月5日
- 損害賠償請求事件【事件番号】東京地方裁判所判決／平成7年（ワ）第15636号 【判決日付】 平成11年9月22日[注釈 6]

Ⅲ：無条件降伏の主体を「日本」とする立場
- 損害賠償請求控訴【事件番号】 東京高等裁判所判決／昭和36年（ネ）第1678号
- 損害賠償請求事件【事件番号】 東京地方裁判所判決／昭和56年（ワ）第4024号、昭和56年（ワ）第8983号、昭和57年（ワ）第731号、昭和60年（ワ）第12166号
- 香港軍票補償請求事件【事件番号】東京地方裁判所／平成5年（ワ）第15280号 【判決日付】 平成11年6月17日
- 【事件番号】 京都地方裁判所／平成19年（ワ）第3986号、平成20年（ワ）第797号、平成20年（ワ）第2263号、平成20年（ワ）第3884号、平成21年（ワ）第1575号 【判決日付】 平成21年10月28日

Ⅳ：事案上の被告（日本国政府）が国家の無条件降伏を答弁において言及したもの
- 不当利得返還請求事件【事件番号】東京地方裁判所判決／昭和36年（行）第123号
- 退職金請求事件【事件番号】 東京地方裁判所判決／昭和59年（行ウ）第47号 【判決日付】 昭和63年9月29日

最高裁判決では国家公務員の労働争議（団体交渉権）を禁止するポツダム政令の正当性を問う昭和20年ポツダム勅令･昭和23年政令201号裁判において国家の無条件降伏と認定したうえで、日本国民においても連合国最高司令官又は他の連合国官憲の発する一切の指示を誠実且つ迅速に遵守すべきことが命ぜられていると認定したことがある。
国家賠償請求において戦争被災者、慰安婦、共産党員などが国家の「条件付降伏」を主張し、被告である国が無条件降伏を主張することがしばしばみられる。
- 国家公務員の労働争議（団体交渉権）を禁止するポツダム政令の正当性を問う昭和20年ポツダム勅令･昭和23年政令201号裁判[59]。

#### 無条件降伏と領土問題
降伏文書においては『無条件的降伏の布告は、大本営が日本国軍隊並びにその支配化（引用ママ）にある一切の軍隊に対して、無条件敵降伏（引用ママ）を布告いたしたのでありまして、この文章の中には日本国民に布告している文章というものは一つも発見できない』ため、日本国国民は講和条約に発言権が認められるとの主張がある。これはポツダム宣言で言明された「日本が暴力及び貪欲により奪取した一切の地域を取上げる」趣旨の規定に対する日本国民（あるいはその代表である国会）の反論が可能かという点で領土問題に及ぶ。これに対して吉田は日本国は無条件降伏をしたのであると明言した上で、日本国民の希望が認められるかについては、連合国の好意により反映されるだろうとの判断を示している。
江藤淳は日本国が無条件降伏していないという事実を挙げ、この上に今日の日本の存立がかかり、殊に対ソ関係においては北方領土返還要求の合法性がかかっていると指摘する。またソ連が対日参戦後にポツダム宣言の署名国に参加し、この「協定」（ポツダム宣言）の拘束を受けており、ソ連のシベリア抑留は早期帰還を約束している宣言第九項に違反しており、北方領土占拠が不当なのは、ポツダム宣言が領土不拡張を掲げたカイロ宣言の精神を継承しているにもかかわらずその原則を侵害しているためである、とする。